# Nelsonianthus tapianus
Nelsonianthus es un género monotípico de plantas herbáceas perteneciente a la familia de las asteráceas. Su única especie: Nelsonianthus tapianus, es originaria de México, donde se encuentra en Veracruz en el municipio de Chiconquiaco.

## Taxonomía
Nelsonianthus tapianus fue descrita por (B.L.Turner) C.Jeffrey    y publicado en Kew Bulletin 47(1): 53. 1992.
Sinonimia
- Senecio tapianus B.L. Turner basónimo[3]